# La Villeneuve-en-Chevrie
La Villeneuve-en-Chevrie és un municipi francès, situat al departament d'Yvelines i a la regió de Illa de França. L'any 2007 tenia 551 habitants.
Forma part del cantó de Bonnières-sur-Seine, del districte de Mantes-la-Jolie i de la Comunitat de comunes Les Portes de l'Île-de-France.

## Demografia

### Població
El 2007 la població de fet de La Villeneuve-en-Chevrie era de 551 persones. Hi havia 207 famílies, de les quals 48 eren unipersonals (24 homes vivint sols i 24 dones vivint soles), 56 parelles sense fills, 75 parelles amb fills i 28 famílies monoparentals amb fills.
La població ha evolucionat segons el següent gràfic:
Habitants censats

### Habitatges
El 2007 hi havia 246 habitatges, 213 eren l'habitatge principal de la família, 22 eren segones residències i 11 estaven desocupats. 235 eren cases i 8 eren apartaments. Dels 213 habitatges principals, 188 estaven ocupats pels seus propietaris, 21 estaven llogats i ocupats pels llogaters i 4 estaven cedits a títol gratuït; 5 tenien dues cambres, 33 en tenien tres, 44 en tenien quatre i 131 en tenien cinc o més. 172 habitatges disposaven pel capbaix d'una plaça de pàrquing. A 75 habitatges hi havia un automòbil i a 121 n'hi havia dos o més.

### Piràmide de població
La piràmide de població per edats i sexe el 2009 era:
| Homes | Edats   | Dones |
| ----- | ------- | ----- |
| 0     | 95 o +  | 0     |
| 0     | 90 a 94 | 4     |
| 0     | 85 a 89 | 4     |
| 8     | 80 a 84 | 4     |
| 4     | 75 a 79 | 8     |
| 8     | 70 a 74 | 16    |
| 0     | 65 a 69 | 4     |
| 20    | 60 a 64 | 4     |
| 12    | 55 a 59 | 20    |
| 44    | 50 a 54 | 20    |
| 16    | 45 a 49 | 32    |
| 24    | 40 a 44 | 12    |
| 16    | 35 a 39 | 4     |
| 20    | 30 a 34 | 32    |
| 8     | 25 a 29 | 4     |
| 24    | 20 a 24 | 0     |
| 16    | 15 a 19 | 24    |
| 20    | 10 a 14 | 16    |
| 8     | 5 a 9   | 20    |
| 12    | 0 a 4   | 32    |

## Economia
El 2007 la població en edat de treballar era de 374 persones, 280 eren actives i 94 eren inactives. De les 280 persones actives 256 estaven ocupades (141 homes i 115 dones) i 24 estaven aturades (12 homes i 12 dones). De les 94 persones inactives 27 estaven jubilades, 34 estaven estudiant i 33 estaven classificades com a «altres inactius».

### Ingressos
El 2009 a La Villeneuve-en-Chevrie hi havia 218 unitats fiscals que integraven 592 persones, la mediana anual d'ingressos fiscals per persona era de 24.519 €.

### Activitats econòmiques
Dels 26 establiments que hi havia el 2007, 2 eren d'empreses de fabricació d'altres productes industrials, 6 d'empreses de construcció, 3 d'empreses de comerç i reparació d'automòbils, 1 d'una empresa de transport, 1 d'una empresa d'hostatgeria i restauració, 1 d'una empresa d'informació i comunicació, 1 d'una empresa immobiliària, 7 d'empreses de serveis, 1 d'una entitat de l'administració pública i 3 d'empreses classificades com a «altres activitats de serveis».
Dels 7 establiments de servei als particulars que hi havia el 2009, 1 era un guixaire pintor, 3 lampisteries, 2 electricistes i 1 restaurant.
L'únic establiment comercial que hi havia el 2009 era una carnisseria.
L'any 2000 a La Villeneuve-en-Chevrie hi havia 10 explotacions agrícoles que ocupaven un total de 658 hectàrees.

## Equipaments sanitaris i escolars
El 2009 hi havia una escola elemental.

## Poblacions més properes
El següent diagrama mostra les poblacions més properes.